# Olesicampe lucida
Olesicampe lucida là một loài tò vò trong họ Ichneumonidae.